# The Man with the Iron Fists
The Man with the Iron Fists is een Amerikaanse martialarts-actiefilm uit 2012 onder regie van RZA. RZA was tevens verantwoordelijk voor het verhaal en schreef veel van de muziek.

## Rolverdeling
- RZA: Blacksmith / The man with the iron fists
- Russell Crowe: Jack Knife
- Cung Le: Bronze Lion
- Lucy Liu: Madam Blossom
- Byron Mann: Silver Lion
- Rick Yune: Zen-Yi
- Dave Bautista: Brass Body
- Jamie Chung: Lady Silk